# Paksé (Poli)
Paksé est un village du Cameroun situé dans la Région du Nord, dans le département du Faro. Administrativement, il est intégré à l'arrondissement de Poli, chef-lieu du Faro, et au lamidat de Djoumté.

## Population
Lors du recensement de 2005 réalisé par le Bureau central des recensements et des études de population (BUCREP), 208 habitants y ont été dénombrés.

## Climat
Paksé bénéficie d'un climat tropical avec une saison des pluies qui a lieu durant l'été. La température annuelle moyenne est de 27.1 °C et la précipitation moyenne par an est de 1215 mm.

## Agriculture
Les habitants de Paksé font de l'élévage et pratiquent la pêche.